# ニョッキンのつきイチ
ニョッキンのつきイチは、岡山放送（OHK）で2012年4月7日から2012年11月3日まで、毎月第1土曜日16:00～17:00(JST)に放送された岡山県・香川県ローカルの情報番組。

## 概要
2001年4月 - 2012年3月まで金曜19:00 - 19:54で放送されていた『ニョッキン7』『ニョッキン7+th』（以下便宜上『ニョッキン7シリーズ』）の後継としてスタートした番組である。金曜19時から土曜16時に放送時間も移動、そしてタイトルの通り毎週放送から月1回・毎月第1週の放送になる。空いた金曜19時枠は自社制作の報道・情報番組『金曜G7』が放送されている。
『ニョッキン7シリーズ』と違う点は以下のとおり。
- ゲストタレントを案内するアナウンサーが2人に増えた。
- 訪れる先が岡山・香川の特定の町から岡山・香川県内の複数個所または岡山～香川横断の複数個所など広範囲になった。
- 毎月違った企画で進行する（後述）。
- 回によってはゲストが登場しない事もある。

2012年11月3日の放送をもって番組は終了した。これで、2001年4月から11年7ヶ月続いた「ニョッキンシリーズ」が終了した。

## 放送時間
本放送
- 毎月第1土曜 16:00 - 17:00
  - それ以外の週では原則『ペケ×ポン』が放送される。

再放送
- 毎月第2水曜 25:10 - 26:10
  - それ以外の週では原則『カキューン』が放送される。

## これまでに出演したゲストと企画
| 放送日時      | ゲストタレント                  | 企画名                                                              | 訪れた場所および企画の内容 |
| ------------- | ------------------------------- | ------------------------------------------------------------------- | --- |
| 2012年4月7日  | 石田靖                          | 新感覚★商店街再発見バラエティ コレってQ                             | 高松市丸亀町商店街 岡山市奉還町商店街 随所に出題されるクイズを通して、より深く商店街の魅力を感じ、今まで気付かなかった「お宝」を発掘する |
| 2012年5月5日  | 金子貴俊                        | うどんだけじゃない! さぬき満喫・弾丸タイムアップツアー              | 香川県を東端から西端まで 縦断、その間に10の名物を制覇する                                                                                |
| 2012年6月2日  | 青山融（雑誌「OSERA」編集顧問） | 目指せ!城内エリアの裏通                                             | 岡山城周辺を、岡山のことを知り尽くしているゲストと共に歩き尽くす                                                                         |
| 2012年7月7日  | ゲストなし                      | 女子アナ力研究所 特別授業へようこそ!                                | 岡山理科大学 ノートルダム清心女子大学 就実大学にて特別授業を行う                                                                         |
| 2012年8月4日  | 石井正則                        | 新感覚!あなたはわかりますか?讃岐の最高を探しあてよう!街角エチュード | 香川県高松市で、即興劇をしながら香川の 「本物」と「偽物」を見極める                                                                      |
| 2012年9月1日  | やるせなす                      | 新感覚☆省エネテレビ最小限のエネルギーでもこんなに楽しい！           | 「毎月1日は省エネの日」にちなんで、自然の中で体を張って「こ～んなに楽しい！省エネライフ」を実践・提案する                                |
| 2012年10月6日 | ゲストなし                      | 新感覚☆イイモノを探そう！ぐるっと四国の旅！                         | 愛媛県・高知県・徳島県を巡り各県のイイモノを探し出すついでに岡山・香川のイイモノを三県にちゃっかり宣伝する                               |

## 出演者
- 神谷文乃（OHKアナウンサー、ナビゲーター） - 番宣では「報道一筋」と紹介されていた（前月まで『OHKスーパーニュース』のキャスターだったことから）
- 淵本恭子（同上） - 番宣では「自称アイドル」と紹介されていた
- 萩原渉（OHKアナウンサー、第1回のナレーション担当）
- 上岡元（OHKアナウンサー、第2回のナレーション担当）

## 補足・余談
- 『ニョッキン7シリーズ』でも傾向があったが、BGMにアニメのサウンドトラックを使用することが多い[2]。
- 2012年5月5日放送分では、写真撮影にiPad（世代は不明）、神谷アナの連絡手段としてホワイトのiPhone 4（4Sかは不明）などApple製品が登場した。